# Championnat du monde féminin de basket-ball 1957
Navigation
Chili 1953 Union soviétique 1959
Le Championnat du monde féminin de basket-ball 1957 est le deuxième championnat du monde de basket-ball féminin organisé par la FIBA  Il s'est déroulé au Brésil à Rio de Janeiro entre le 13 et le 26 octobre 1957. Douze équipes nationales ont participé à l'événement sous les auspices de la FIBA, l'instance dirigeante du sport. La ville de Rio de Janeiro a accueilli le tournoi. Les États-Unis ont remporté leur deuxième titre après avoir terminé à la première place du deuxième tour.

## Lieux de compétition
| Rio de Janeiro           | Rio de Janeiro | Rio de Janeiro |
| Ginásio do Maracanãzinho |                | Rio de Janeiro |
| Capacité : 11 800        |                | Rio de Janeiro |
|                          |                | Rio de Janeiro |

## Équipes participantes
| Amérique   | Europe           | Océanie   |
| ---------- | ---------------- | --------- |
| États-Unis | Union soviétique | Australie |
| Brésil     | Tchécoslovaquie  |           |
| Paraguay   | Hongrie          |           |
| Chili      |                  |           |
| Mexique    |                  |           |
| Argentine  |                  |           |
| Pérou      |                  |           |
| Cuba       |                  |           |

## Compétition

### Format
Lors du tour préliminaire, les équipes ont été divisées en trois groupes du tournoi à la ronde, deux des quatre équipes et un des trois équipes. Les deux meilleures équipes de chaque groupe se qualifient pour la finale du Tour. Le Brésil, pays hôte, s'est qualifié directement pour le tour final.
Les équipes qui n'ont pas atteint le tour final ont participé au tour de classement, qui consistait en un groupe de cinq équipes pour définir les huitième à douzième places du classement final.
Lors de la finale, un groupe de sept équipes a été formé pour concourir au championnat et les deuxième à septième places du classement final.

### Tour préliminaire
Groupe A